# Don't Tread
| Recensione | Giudizio |
| ---------- | -------- |
| AllMusic   |          |

Don't Tread è il secondo album in studio del supergruppo statunitense Damn Yankees, pubblicato l'11 agosto 1992 dalla Warner Bros. Records.
L'album contiene il secondo singolo di maggior successo della band, Where You Goin' Now, che raggiunse la posizione numero 20 della Billboard Hot 100.

## Tracce
Testi e musiche di Jack Blades, Ted Nugent e Tommy Shaw.
1. Don't Tread on Me – 5:08
2. Fifteen Minutes of Fame – 4:50
3. Where You Goin' Now – 4:40
4. Dirty Dog – 4:53
5. Mister Please – 4:19
6. Silence Is Broken – 5:03
7. Firefly – 4:57
8. Someone to Believe – 4:57
9. This Side of Hell – 4:00
10. Double Coyote – 4:44
11. Uprising – 5:31

## Formazione

### Gruppo
- Tommy Shaw – voce, chitarra
- Jack Blades – voce, basso
- Ted Nugent – chitarra, voce
- Michael Cartellone – batteria, cori

### Altri musicisti
- George Strait – cori
- Robbie Buchanan – tastiere
- Tower of Power – corni
- Paul Buckmaster – arrangiamento strumenti ad arco

### Produzione
- Ron Nevison – produzione, ingegneria del suono
- Michael Ostin – produzione esecutiva
- Craig Brock – ingegneria del suono (assistente)
- Chris Lord-Alge – missaggio
- John Jackson – missaggio (assistente)
- Andy Udoff – sovraincisioni